# Monotrematum
Monotrematum es un género extinto de mamíferos monotremas que habitaron en Sudamérica hace aproximadamente 61 millones de años, en el Paleoceno Inferior. Se considera que pueden ser ancestros de los actuales ornitorrincos y equidnas.
La única especie conocida hasta ahora, Monotrematum sudamericanum, fue hallada en 1992 por un equipo de investigadores del Museo de La Plata constituido por los doctores Rosendo Pascual, Michael Archer; Edgardo Ortiz-Juareguizar; José Luis Prado; Henk Godthelp  y Suzanne.J. Hand, en la Punta Peligro del Golfo San Jorge, provincia del  Chubut en la Patagonia Argentina. 
El hallazgo fósil consiste en dos dientes de la mandíbula inferior y otro de la superior, pertenecientes a un animal próximo al actual ornitorrinco.
Las coronas molares son a juicio de Pascual demasiado parecidas a las de Obdurodon, compuestas por dos lóbulos en forma de V. No obstante la diferencia de tiempo en la que vivieron uno y otro género, y el mayor tamaño de los fósiles sudamericanos (casi el doble que los australianos) y el período en que vivieron (los Obdurodon corresponden principalmente al Oligoceno y Mioceno)  hace que fueran clasificados en géneros distintos desde que se descubrieron.